# Dorymyrmex thoracicus
Dorymyrmex thoracicus är en myrart som beskrevs av José María Alfono Félix Gallardo 1916. Dorymyrmex thoracicus ingår i släktet Dorymyrmex och familjen myror.

## Underarter
Arten delas in i följande underarter:
- D. t. gracilis
- D. t. thoracicus
- D. t. tigris

## Bildgalleri

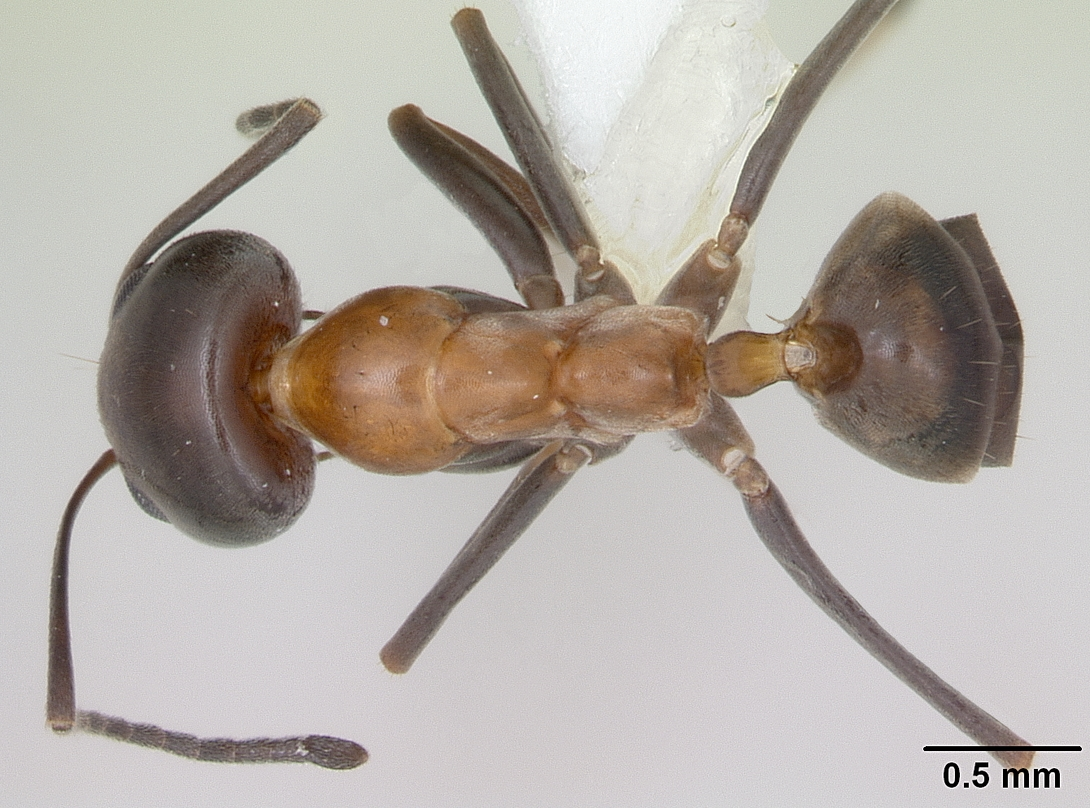
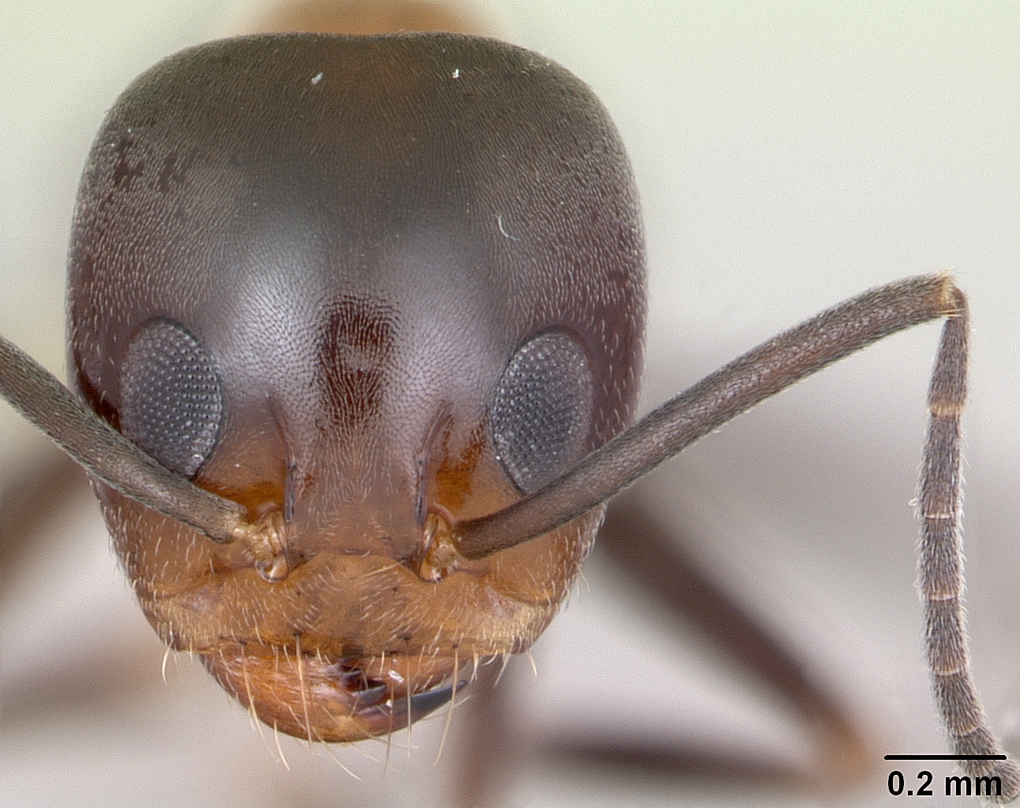
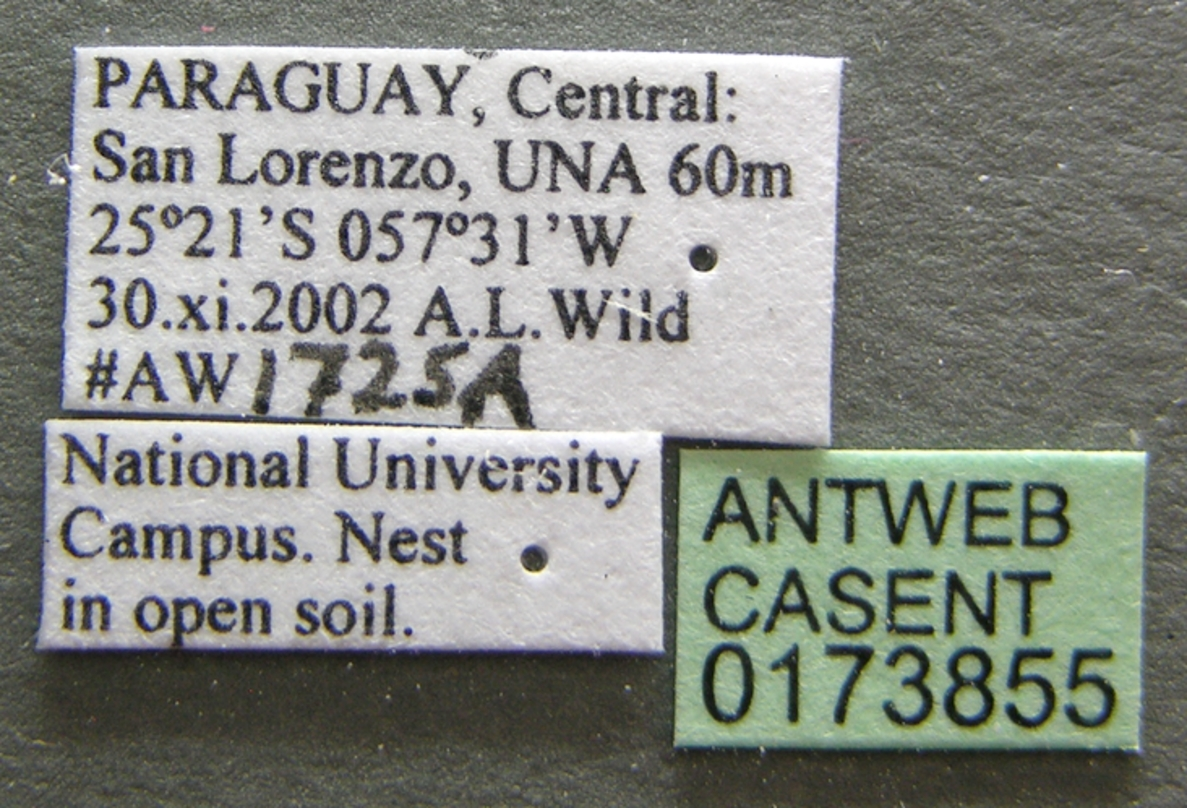